# Eustegieae
Eustegieae, tribus zimzelenovki smješten u potporodicu Asclepiadoideae. Sastoji se od dva roda s ukupno 6 vrsta iz Mozambika i Južne Afrike.

## Rodovi
1. Emicocarpus K.Schum. & Schltr. 1
2. Eustegia R.Br. 5